# Sorido eobs-i
Sorido eobs-i (소리도 없이?), noto anche con il titolo internazionale Voice of Silence, è un film del 2020 scritto e diretto da Hong Eui-jeong.

## Trama
Due uomini, il giovane Tae-in e il riflessivo Chang-bok, si occupano di coprire le tracce di un'organizzazione criminale; il loro capo gli affida un particolare compito, occuparsi per due giorni di Cho-hee, una bambina di undici anni che era stata rapita. Il loro capo viene però improvvisamente ucciso, e i due si ritrovano a doversi occupare di lei.

## Distribuzione
In Corea del Sud la pellicola è stata distribuita dalla Acemaker Movieworks, a partire dal 15 ottobre 2020.